# Рухомий склад
Рухо́мий скла́д — транспортні одиниці автомобільного, залізничного, метротранспорту, трамвая, тролейбуси.
Рухомий склад поділяється за родом роботи на: пасажирський, вантажний та спеціального призначення.
Залізничний рухомий склад поділяється на тяговий, тобто локомотиви (паровози, електровози, тепловози), моторвагонний рухомий склад, самохідний склад спеціального призначення, несамохідний рухомий склад (вагони).
Виробництвом рухомого складу для залізниць займаються підприємства транспортного машинобудування локомотивобудівні заводи, вагонобудівні заводи, заводи, що виробляють автомотриси та іншу самохідну техніку.
До автомобільного рухомого складу належать легкові та вантажні автомобілі, автобуси, автомобільні причепи, автомобілі спеціального призначення (наприклад пожежні). Автомобільний рухомий склад характеризуються кількістю осей, у тому числі ведучих, вантажністю, потужністю двигуна, пасажиромісткістю..